# Lorenzo Lippi
Lorenzo Lippi (Florença, 6 de maio de 1606 — Florença, 15 de abril de 1664), foi um pintor e poeta italiano durante o barroco.

## Biografia
Começou seus estudos de pintura com o professor Matteo Rosselli que, junto com Santi di Tito, foram suas principais influências, marcadas pela busca do Naturalismo.
Depois de praticar sua arte durante algum tempo em Florença e ter se casado com Elizabeth, filha do rico escultor Giovanni Francesco Susini, mudou-se para Innsbruck, onde trabalhou como pintor oficial para Cláudia de Médici, viúva de Leopoldo V da Áustria e da Condessa do Tirol.
Em Innsbruck, escreveu seu poema satírico, Malmantile Rae quistato, que foi publicado sob o nome de Perlone Zipoli. Esse romance burlesco foi composto a partir de diversos contos populares; sua trama principal se trata da expedição para recuperar uma fortaleza e um território perdido por uma rainha nas mãos de uma usurpadora. O texto possui muito do dialeto florentino e hoje é estudado nas escolas toscanas como texto de referência. Foi publicado postumamente em 1688.

## Obras destacadas

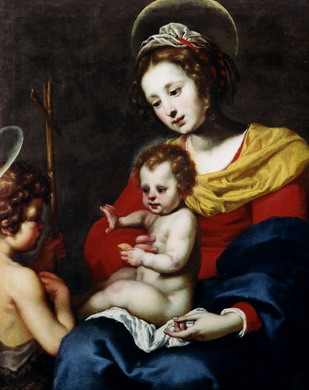
Madonna de Lorenzo Lippi.

- Os três meninos conduzidos ao forno (1635, Palazzo Pitti, Florência)
- Cena de Herodes (Uffizi, Florencia)
- Jacob e Raquel no poço (1640-45, Palazzo Pitti, Florencia)
- Triunfo de David (1640-45, Uffizi, Corredor Vasariano, Florencia)
- Lot e suas filhas (Uffizi, Corredor Vasariano, Florencia)
- Encontro de Rebeca e Isaac (Palazzo Pitti, Florencia)
- Afrescos da abóbada do Oratorio dei Vanchetoni (1639-40, Florencia)
- Ammon e Tamar (Palazzo Montecitorio, Roma)
- Crucificação (1647, Museo di San Marco, Florencia)
- Hermínia entre os pastores (Colección Rospigliosi, Pistoia)
- Autorretrato (1650-60, Uffizi, Florencia)
- Limosna de Santo Tomás (Sant'Agostino, Prato)